# Holger Danske

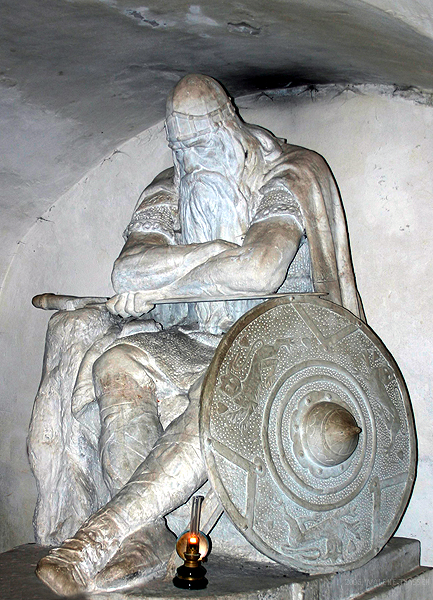
Holger Danske som staty.

Holger Danske (franska: Ogier de Danemarche) är en dansk hjältelegend, sagogestalt och manlig nationspersonifikation.

## Bakgrund
Enligt legenden var han son till den historiske Gudfred, kung av Danmark. I La Chevalerie Ogier de Danemarche, hade han en son som dräptes av Charlot, son till Karl den store. I sin jakt efter hämnd sökte Holger Danske upp Charlot och dräpte honom, och hindrades i sista sekund från att dräpa Karl den store själv. Han stod emot Karl den store i sju år men slöt fred med honom för att slåss vid hans sida mot saracenerna. I denna strid dräpte han jätten Brehus (i svenska folksagor kallad "Burman").
Andra delar av legenden berättar att han av sex feer vid sin födelse tilldelats lysande egenskaper och efter en rad äventyr kommit till Morganas slott i Avalon, där han efter några århundraden vistats där återvänt till Frankrike, som blivit helt förändrat, och efter många äventyr där han räddar landet står han inför att gifta sig med den franska änkedrottningen, då han av Morgana återförs till Avalon.
Sagan om Holger Danske blev först känd i norden genom Karla-Magnus saga, vilken lämnade stoff till en norsk medeltidsballad om kampen mellan Holger Danske och Burman. Detta motiv har bland annat gett ämnet till en valvmålning i Floda kyrka, Södermanland och har även varit populärt motiv på halländska bonader och skånska agedynor.
En på 1400-talet tillkommen prosaroman om Holger Danske bearbetades av Christian Pedersen i början av 1500-talet. Den utgavs under titeln Olger Danskes Krønike (1534) och blev en i Danmark mycket omtyckt folkbok.
Det kan finnas någon sorts historisk grund i denna saga. Danska källor bekräftar att omkring år 800, då Karl den stores imperium var vid sin höjdpunkt, gick Gudfred av Danmark i krig mot det frankiska riket då det försökte invadera Frisien och Slesvig. Efter ett långt dödläge deklarerades fred mellan regenterna. 
Likt Fredrik Barbarossa, Wenzel av Böhmen och kung Artur blev Holger Danske en kung av berget, som enligt sägnen sover i ett valv under Kronborgs slott med skägget fastvuxet i golvet. Den dag Danmark är i nöd ska han rycka ut och rädda sitt land. Enligt legenden vandrade han tillbaka till Kronborg efter sina strider i Frankrike och satte sig ner där statyn av honom finns idag. Möjligen är han den dansk som omnämns i Rolandssången, Ogier le Danois.
Poul Andersons fantasyroman Three Hearts and Three Lions från 1961 hänvisar till legenden om Holger Danske. Bokens huvudperson Holger Carlsen, en dansk frihetskämpe under andra världskriget, förs till ett alternativt universum där den franska mytbildningen var historisk. Han upptäcker att han är Holger Danske som sänts till vårt universum för att avlägsnas från konflikten mellan människor och feer i den parallella världen.
På Rönneberga backar, utanför Landskrona, finns en gravhög vid namn Holger Danskes hög.